# Pince d'Adson

Pince d'Adson

La pince d'Adson est une pince qui sert en chirurgie pour réaliser les dissections.
Sa particularité est d'avoir une zone de prise en main large et des mors très fins (quelques millimètres) ce qui permet de tenir de petits éléments sans les endommager. 
Elle mesure en général de 12 à 15 cm de long. Certaines sont munies de griffes mais sont plus traumatisantes pour les tissus à saisir, qui doivent être moins fragiles.
Elle a été inventée par le chirurgien américain Alfred Washington Adson (en) (1887-1951).